# Kafr Akid
Kafr Akid (arab. كفر عقيد) – miejscowość w Syrii, w muhafazie Hama. W 2004 roku liczyła 1373 mieszkańców.